# Pequeno Universo
Pequeno Universo é o oitavo álbum de estúdio da banda gaúcha Nenhum de Nós, lançado em 2005 pelo selo gaúcho Orbeat Music. Produzido por Sacha Amback, o álbum recebeu rapidamente a alcunha de "o melhor disco do Nenhum de Nós".
O álbum flagra o grupo no auge de sua popularidade. Com o respaldo do disco de ouro alcançado no ano anterior, a banda teve liberdade total para produzir o seu primeiro disco de inéditas desde Histórias Reais, Seres Imaginários, lançado em 2001. Desta vez, longe do circuito das grandes gravadoras e livre da responsabilidade de produzir hits lucrativos, o grupo misturou todas as suas influências, dos Beatles ao tango argentino, e produziram o disco, que venceria naquele ano o Prêmio Açorianos, na categoria de melhor disco pop.

## As canções
"Dança do Tempo" foi a primeira responsável por apresentar o disco ao grande público. Lançada às rádios antes mesmo do próprio disco, a segunda faixa do disco trazia em sua letra um retrato do amadurecimento que a banda sofria nos últimos tempos. Em versos como "ame quem você quiser / não vá se machucar / e não se esqueça de avisar tudo isso ao seus filhos", o grupo passava um recado àquela que já era a sua segunda geração de fãs. Afinal, o grupo oriundo da efervescente cena musical dos anos 80 havia renovado o seu público de forma espantosa e, em posição de destaque, se via na obrigação de soar relevante a todos aqueles que estavam agora se juntando a orda de fãs fiéis que a banda sempre possuiu. Seu videoclipe, com claras referências a fotografia de "Be Yourself", do grupo americano Audioslave, teve boa repercussão e ajudou a preparar o terreno para que as demais músicas fossem bem recebidas logo em seguida.
Buscando por caminhos novos que diferenciassem a obra dos demais discos lançados até então, o Nenhum de Nós recrutou a escritora Martha Medeiros e a fez pela primeira vez compor a letra de uma canção. Escritora consagrada no mercado literário brasileiro, ela embarcou no pequeno universo montado pela banda gaúcha e escreveu linha-a-linha a poesia que se tornaria a letra de "Feedback", canção que chegou às rádios durante o verão de 2006, traduzindo como poucas as dificuldades encontradas por quem doa sentimentos e não os recebe de volta. Tema recorrente nos livros da escritora, a profundidade do assunto acabou casando perfeitamente com o talento do Nenhum de Nós em trazer emoções através das melodias.
"Cada Lugar" foi a terceira música de trabalho do disco, trazendo um Nenhum de Nós mais pesado, com linguagem mais direta e levada mais agressiva. Sem muitas execuções nas rádios, esta canção destacou-se em suas apresentações ao vivo. A mais memorável delas foi no palco do Planeta Atlântida de 2006, quando o grupo contou com a participação especial de Humberto Gessinger, dos Engenheiros do Hawaii, em um show histórico para os apreciadores do rock gaúcho.
"Igual a Você", outra canção que teve um videoclipe de bastante repercussão, apresentava uma melodia leve ao piano e uma letra ousada, onde Thedy esboçava uma troca de palavras consagrada por Chico Buarque em seu clássico "Construção", de 1972. Assim como algumas das melhores canções do próprio Chico Buarque, "Igual a Você" acabou ganhando uma versão em língua espanhola, com participação da cantora colombiana Ivonne. Esta versão viria a ser inclusa no disco ao vivo que comemorou os 20 anos da banda, dois anos mais tarde.
Completavam a lista de destaques do disco as covers "Raquel" e "Eu e Você Sempre". A primeira, de autoria do uruguaio Jorge Drexler, recém "oscarizado" pela trilha sonora de "Diário de Motocicleta", cinebiografia de Ernesto Che Guevara. "Eu e Você Sempre" era uma versão rock para um clássico samba brasileiro, provando que o Nenhum de Nós era capaz de beber das mais diversas raízes latinas sem esquecer o chão onde pisava. As guitarras, os teclados de rock progressivo e a interpretação acima da média deram uma nova cara ao sucesso de Jorge Aragão. E o êxito na interpretação de um clássico nacional traduziu a confiança que a fase do grupo transmitia.

## Capa
A ideia principal era inovar. Diante disso, nem a capa do disco deixou de surpreender os fãs. Desenhado pelo argentino Alejandro Ros, que já havia trabalhado em capas de artistas como Fito Páez, Mercedes Sosa e Soda Stereo, o encarte do disco possuía cerca de 1/4 das dimensões tradicionalmente utilizadas pela indústria fonográfica. A arte trazia tonalidades de vermelho que traduziam o calor dos sentimentos trazidos pelas canções, formando uma estética que seria muito bem explorada durante toda a turnê do álbum.

## Faixa interativa
Neste disco, o grupo se lançou como pioneiro na inclusão de faixas interativas em discos musicais. Como tentativa de burlar a pirataria, que havia impedido o disco anterior da banda de alcançar números ainda mais expressivos, o grupo inseriu imagens de making of e fotos exclusivas que só poderiam ser conferidas nas cópias originais do disco.

## Faixas
Todas as letras escritas por Thedy Corrêa, exceto onde indicado, todas as músicas compostas por Nenhum de Nós, exceto onde indicado.
| N.º            | Título                | Letras          | Música         | Duração |  |
| 1.             | "Confiança"           |                 |                | 3:42    |  |
| 2.             | "Dança do Tempo"      |                 |                | 3:57    |  |
| 3.             | "Feedback"            | Martha Medeiros |                | 4:08    |  |
| 4.             | "Cada Lugar"          |                 |                | 3:29    |  |
| 5.             | "Simples"             |                 |                | 4:03    |  |
| 6.             | "Divididos"           |                 |                | 3:59    |  |
| 7.             | "Raquel"              | Jorge Drexler   | David Broza    | 3:25    |  |
| 8.             | "Esperanças Perdidas" |                 |                | 4:06    |  |
| 9.             | "Incrível"            |                 |                | 3:35    |  |
| 10.            | "Monstrinhos"         |                 |                | 4:30    |  |
| 11.            | "Igual a Você"        |                 |                | 4:25    |  |
| 12.            | "Eu e Você Sempre"    |                 |                | 4:48    |  |
| 13.            | "Sempre Sim"          |                 |                | 4:27    |  |
| Duração total: | Duração total:        | Duração total:  | Duração total: | 52:27   |  |

## Formação
- Thedy Corrêa: vocal
- Carlos Stein: guitarra, violão
- João Vicente: piano, teclados, vocal de apoio
- Sady Homrich: bateria, percussão, programações
- Veco Marques: guitarra, violão

### Músico de apoio
- Nico Bueno: baixo

## Prêmios e indicações

### Prêmio Açorianos
| Ano  | Categoria    | Indicação        | Resultado |
| ---- | ------------ | ---------------- | --------- |
| 2005 | Disco de Pop | Pequeno Universo | Venceu    |